# Chołmeć
Chołmeć (ukr. Холмець) – wieś na Ukrainie. Należy do rejonu użhorodzkiego w obwodzie zakarpackim i liczy 901 mieszkańców.